# Els ocells
|  | Aquest article tracta sobre la pel·lícula. Vegeu-ne altres significats a «Els ocells (desambiguació)». |

Els ocells (títol original en anglès: The Birds) és una pel·lícula estatunidenca de 1963, una de les més conegudes del director Alfred Hitchcock; està basada en un relat de l'escriptora Daphne du Maurier i considerada una de les seues obres mestres absolutes. Està doblada al català.
Va ser presentada al Festival de Canes i nominada a l'Oscar als millors efectes visuals; Tippi Hedren va guanyar el Premi Globus d'Or a l'actriu revelació pel seu paper de Melanie Daniels. Aquesta pel·lícula es distingix de les precedents per l'absència de música, que sol servir d'instrument al suspens de les pel·lícules de Hitchcock. Ha estat doblada al català, amb les veus de Jordi Boixaderas, Teresa Manresa, Pilar Rubiella i Carme Alarcón en els rols principals.

## Argument
En una botiga d'animals de San Francisco es troben l'advocat Mitch Brenner (Rod Taylor) i la rica i jove Melanie (Tippi Hedren). L'home la convida a Bodega Bay (Califòrnia), on viuen sa mare i la seua germana menuda, Cathy, per celebrar l'aniversari de la petita.
En arribar al lloc, Melanie és atacada per una gavina que li ferix el rostre. És hostatjada per la mestra de la ciutat, una dona enamorada de Mitch. Durant la festa de Cathy, un estol de gavines ataca els xiquets. La mateixa vesprada, la casa dels Brenner és atacada per centenars de pardals. La confusió i el terror a causa dels inexplicables esdeveniments s'apoderen de tots. Enmig d'este ambient són trobats també alguns cadàvers amb els ulls arrancats pels pardals.
L'endemà, Melanie anirà a recollir Cathy a l'eixida de l'escola, on un grup de corbs ataca les dones, que troben refugi en un cotxe. Més tard, tota la ciutat es veu assetjada per milers de pardals que sembren el terror matant i destruint-ho tot per allà on passen. Mitch i Melanie es tanquen a casa i aconseguixen, no sense algunes ferides, lliurar-se de la fúria homicida dels ocells. A l'alba ixen de casa: el silenci és sepulcral. Se'n van amb el cotxe, amb milers de pardals escampats pertot arreu que els observen silenciosos i immòbils.
La pel·lícula no dona cap explicació sobre la revolta dels ocells, i deixa així la porta oberta a múltiples interpretacions.

## Repartiment
- Rod Taylor: Mitch Brenner
- Jessica Tandy: Lydia Brenner
- Tippi Hedren: Melanie Daniels
- Suzanne Pleshette: Annie Hayworth
- Veronica Cartwright: Cathy Brenner
- Ethel Griffies: Sra. Bundy, ornitòloga
- Charles McGraw: Sebastian Sholes, pescador al restaurant
- Doreen Lang: mare histèrica al restaurant
- Ruth McDevitt: Sra. MacGruder, dependenta de la botiga d'animals
- Joe Mantell: venedor viatjant al restaurant
- Malcolm Atterbury: Al Malone, ajudant del xèrif